# Équipe de Nouvelle-Zélande de curling
L'équipe de Nouvelle-Zélande de curling est la sélection qui représente la Nouvelle-Zélande dans les compétitions internationales de curling. Le pays compte une quarantaine de clubs dont la plupart sont situés sur l'Île du Sud, notamment concentré dans la région d'Otago
En 2017, l'équipe nationale est classé comme nation numéro 25 chez les hommes et numéro 22 chez les femmes.

## Palmarès et résultats

### Palmarès masculin
Titres, trophées et places d'honneur
- Jeux Olympiques Hommes depuis 1924
  - Meilleur résultat : 10e

| Jeux olympiques     | Classement | Skip        | Third          | Second       | Lead          | Remplaçant    |
| ------------------- | ---------- | ----------- | -------------- | ------------ | ------------- | ------------- |
| Nagano 1998         | NC         | NC          | NC             | NC           | NC            | NC            |
| Salt Lake City 2002 | NC         | NC          | NC             | NC           | NC            | NC            |
| Turin 2006          | 10e        | Sean Becker | Hans Frauenlob | Dan Mustapic | Lorne De Pape | Warren Dobson |
| Vancouver 2010      | NC         | NC          | NC             | NC           | NC            | NC            |
| Sotchi 2014         | NC         | NC          | NC             | NC           | NC            | NC            |
| Pyeongchang 2018    | NC         | NC          | NC             | NC           | NC            | NC            |

- Championnats du monde Hommes depuis 1999
  - Meilleur résultat : Tie-break en 2012

### Palmarès féminin
Titres, trophées et places d'honneur
- Championnats du monde Femmes
  - Meilleur résultat : aucune participation

### Palmarès mixte
Titres, trophées et places d'honneur
- Championnat du Monde Doubles Mixte
  - Meilleur résultat : 5e

### Palmarès curling en fauteuil
Jeux paralympiques
- Meilleur résultat : aucune participation